# Богданов, Модест Николаевич
Модест Николаевич Богданов (1841—1888) — русский зоолог и путешественник.

## Биография
Родился в 1841 году в селе Русская Бекшанка, Сызранского уезда, Симбирской губернии, и первые годы провёл там же, в имении родителей. В нём рано развилась наблюдательность и страсть к охоте; жизнь на деревенском просторе и разнообразная природа окружающей местности давали в этом отношении богатый материал.
По окончании курса в Симбирской гимназии поступил в Императорский Казанский университет, который окончил кандидатом в 1864 году. В числе его любимых профессоров были А. М. Бутлеров, М. А. Ковальский и особенно Эверсман. В 1867 году был прозектором при кафедре зоологии.
В 1868—1870 годы совершил большие путешествия по Поволжью от Казани до Астрахани. С 1870 года состоял приват-доцентом Казанского университета.
В 1871 году защитил в Петербургском университете диссертацию «Птицы и звери чернозёмной полосы Поволжья и долины Средней и Нижней Волги» (Казань, 1871) и получил степень магистра зоологии. Летом 1871 года был послан Казанским обществом естествоиспытателей на Кавказ. Совершив большое путешествие, собрал обширный материал и вместе с тем заболел лихорадкой, послужившей первой причиной тяжёлых болезней, от которых он страдал впоследствии. В конце 1871 года был избран штатным доцентом кафедры зоологии Казанского университета, а в 1872 году — хранителем зоологического музея Императорской Академии наук.
В 1873 году Богданов воспользовался случаем посетить пустыни Средней Азии и Хивинский оазис, в то время ещё почти не исследованные в научном отношении; он принял участие в Хивинской экспедиции в составе казалинского отряда. Здесь ему пришлось не только в полной мере разделить тягости экспедиции, но и принимать участие в военных действиях.
В зиму 1873—1874 гг. он принимал деятельное участие в трудах Императорского русского географического общества, оно исходатайствовало значительную сумму на учёную экспедицию в Арало-Каспийский край под начальством генерала Столетова, экспедицию, давшую столь богатые плоды. Богданов так заинтересовался природой этого края, что присоединился и к новой экспедиции. Теперь край был умиротворён, и учёные могли спокойно работать. Отчёт был отпечатан им в VII томе «Трудов С.-Петербургского общества естествоиспытателей».
В конце 70-х годов Богданов был командирован за границу министром народного просвещения и полтора года работал в музеях Парижа, Берлина и Вены, особенно над коллекциями птиц, на которых всего более сосредоточивалось его внимание.
В 1878 году переехал в Санкт-Петербург, где получил степень доцента зоологии Петербургского университета. Начал также преподавать зоологию на Бестужевских курсах (до 1885). 
В докладе «О значении собаки в истории человечества», представленном на Шестом съезде русских естествоиспытателей и врачей в 1879 году, говорил: «Собака вывела человека в люди, и эпоха приручения предка собаки может считаться одним из важнейших моментов в истории человечества. Это была заря новой жизни, нового порядка вещей, когда человек становился хозяином земли». Доклад Богданова вызвал живой интерес . Через 37 лет о нем вспоминал Иван Петрович Павлов, начав цитатой из него свое сообщение в Философском обществе Петрограда в 1916 г. о роли собак в исследованиях по развитию высшей нервной деятельности. Впоследствии именно Павлову стали приписывать авторство фразы «Собака вывела человека в люди». 
В 1880 году Богданов отправился во главе экспедиции, снаряженной Санкт-Петербургским обществом естествоиспытателей, на Белое море и Северный океан. Результаты её изложены им в «Трудах» общества.
Богданов был редактором журнала «Охота и коннозаводство» с 1873 года. Организовал Казанское общество охоты и первую в России кинологическую организацию «Общество любителей породных собак».
В 1881 году защитил докторскую диссертацию «Сорокопуты русской фауны». После смерти профессора К. Ф. Кесслера Богданов был избран экстраординарным профессором, а позже назначен ординарным. С годами здоровье Модеста Николаевича становилось всё хуже, и он вынужден был отказаться от места хранителя музея Академии наук. В конце 1885 года он должен был прекратить чтение лекций. Университет дал ему командировку на Кавказ; предполагалось, что в тёплом климате он сможет ещё работать и поправить своё здоровье. Конец зимы 1885—1886 г. он провёл в Тифлисе и Сухум-Кале, лето 1886 года — у подошвы ледника, близ Алагира, зиму 1886—1887 г. — в Тифлисе и Ашур-Аде, откуда надеялся сделать обширные исследования на персидском берегу, но сырой климат так дурно повлиял на его здоровье, что врачи посоветовали ему скорее уехать. Прожив с марта по август 1887 года в родном Поволжье, в городе Сызрани, он возвратился в Петербург, где болезнь его ухудшилась.
Умер 4 (16) марта 1888 года. Был похоронен на Никольском кладбище Александро-Невской лавры («Русский биографический словарь» и «Энциклопедический словарь Брокгауза и Ефрона» датой смерти указывают 16 марта).

## Избранная библиография
Главные научные труды:
- «Зоогеографическая жизнь полевого тетерева» (Казань, 1867);
- «Птицы и звери чернозёмной полосы Поволжья и долины Средней и Нижней Волги» (Казань, 1871);
- «Русские сорокопуты» (СПб., 1878);
- «Птицы Кавказа» (СПб., 1879);
- «Очерки природы Хивинского оазиса и пустыни Кизыл-Кум»;
- «Описание Хивинского похода 1873 г.»;
- «Орнитология России» (ч. 1, СПб., 1885).

Из детских книг:
- «Мирские захребетники»
- «Из жизни русской природы».